# Kárpátok őre

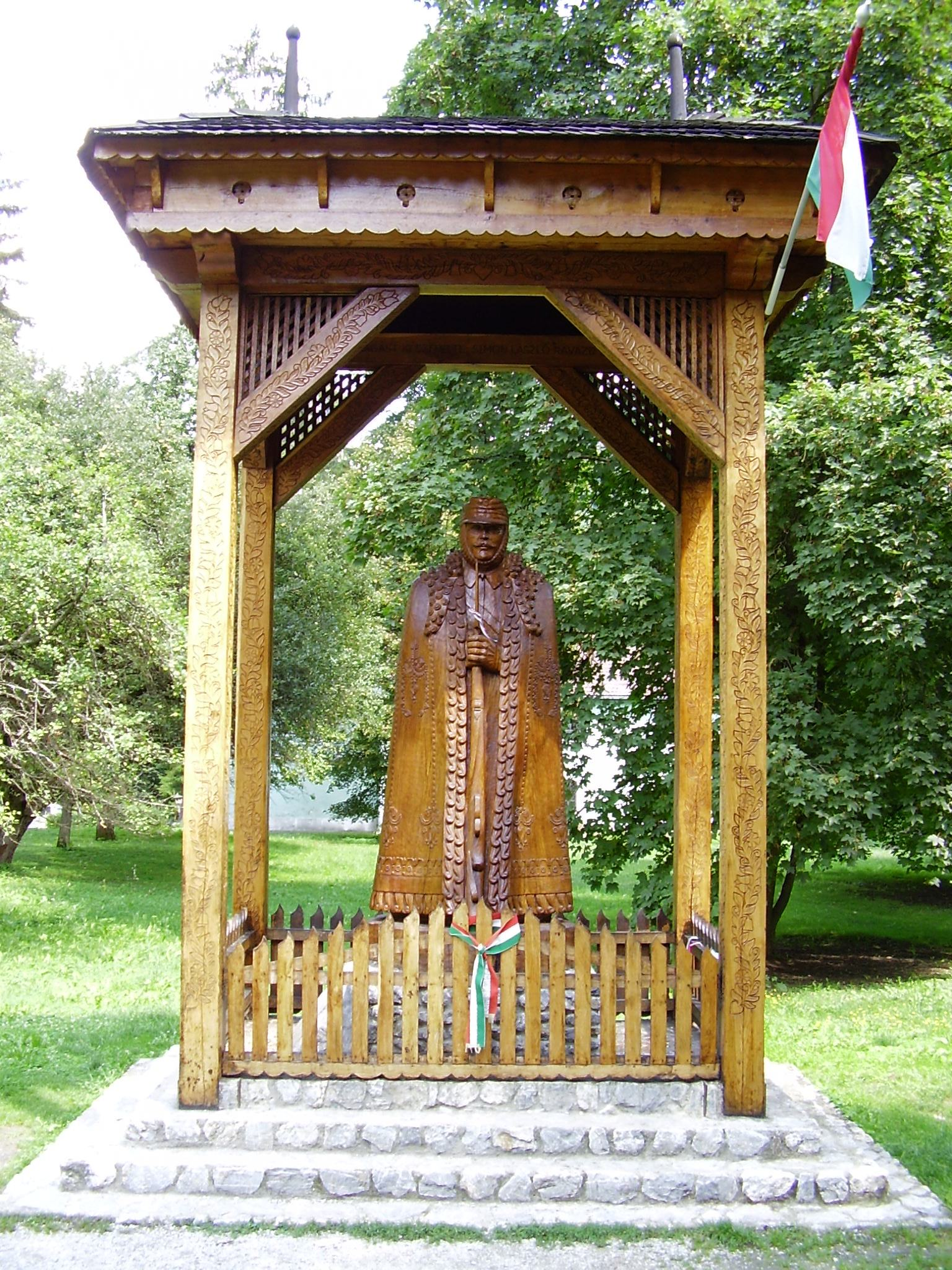
A Kárpátok őre Szilvásvárad közelében

A Kárpátok őre fából faragott szobor, ami Szilvásvárad közelében a Szalajka-völgyben található.
Az eredeti Kárpátok őre szobrot, Szeszák Ferenc alkotását 1915. május 23-án állították fel Kolozsvár főterén. Az első világháború után az Erdélybe bevonuló román csapatok katonái azonban 1918. december 24-én felrobbantották.
Horváth Béres János kaposszerdahelyi szobrász és Tóth Vásárhelyi József építész alkotását 2002. november 17-én Harrach Péter, az Országgyűlés akkori alelnöke avatta fel. Tőkés László, Királyhágómelléki református egyházkerületi püspök és Szabó József bélapátfalvai apát szentelte fel.
A magyar kisebbség 1989 után újra fel akarta állítani ezt az emlékművet az eredeti helyén, de politikai okokból ez nem volt lehetséges. 2013-ban Kocsis László, Gergely István "Tiszti" és Tapodi László kezdeményezésére, Ferencz Csaba csomortáni polgármester adott helyet, a falu iskolájának udvarán Csíkcsomortánban. 
A csíkcsomortáni szobrot szintén Horváth-Béres János készítette, míg az őrbódét két helyi mesterember Székely Csaba és Török Csaba faragta ki.
A Kárpátok őre szobrok 2,65 méter magasak, 1,1 méter átmérőjűek, kb. 2 tonna súlyúak. Az első világháborús katonaalakot ábrázoló faszobor egyetlen (230 éves) tölgyfatönkből faragták.
Hasonló Kárpátok őre szobor áll Budakalászon, a Budakalász-Lenfonó HÉV-megálló melletti parkban is.